# Ливенцов, Алексей Михайлович
Алексей Михайлович Ливенцов (1792—1869) — генерал-майор Отдельного корпуса жандармов.

## Биография
Родился в 1792 году.
Образование получил в Дворянском полку, из которого в 1810 году был выпущен в армейскую пехоту. Принимал участие в Отечественной войне 1812 года и Заграничных походах 1813 и 1814 годов. Был награждён орденами Св. Анны 4-й ст. (1812) и Св. Владимира 4-й ст. с бантом (1813).
В 1831 году был произведён в подполковники и зачислен в Отдельный корпус жандармов. В 1839 году получил чин полковника, 6 декабря 1850 года — генерал-майора. Состоял генералом для особых поручений при шефе жандармов.
За беспорочную выслугу 25 лет в офицерских чинах 1 декабря 1835 года был награждён орденом Св. Георгия 4-й степени (№ 5171 по кавалерскому списку Григоровича — Степанова); также награждён орденами Св. Анны 2-й ст. (1819), Св. Владимира 3-й ст. (1845) и Св. Станислава 1-й ст. (1854).
В 1857 году вышел в отставку.
Скончался 17 (29) декабря 1869 года в Санкт-Петербурге: похоронен на Никольском кладбище Александро-Невской лавры, где позже была погребена и его супруга Екатерина Васильевна (07.11.1806—29.01.1880).
Его сын Михаил (1825—1896)  был генерал-лейтенантом и губернатором Акмолинской области.